# Long Life

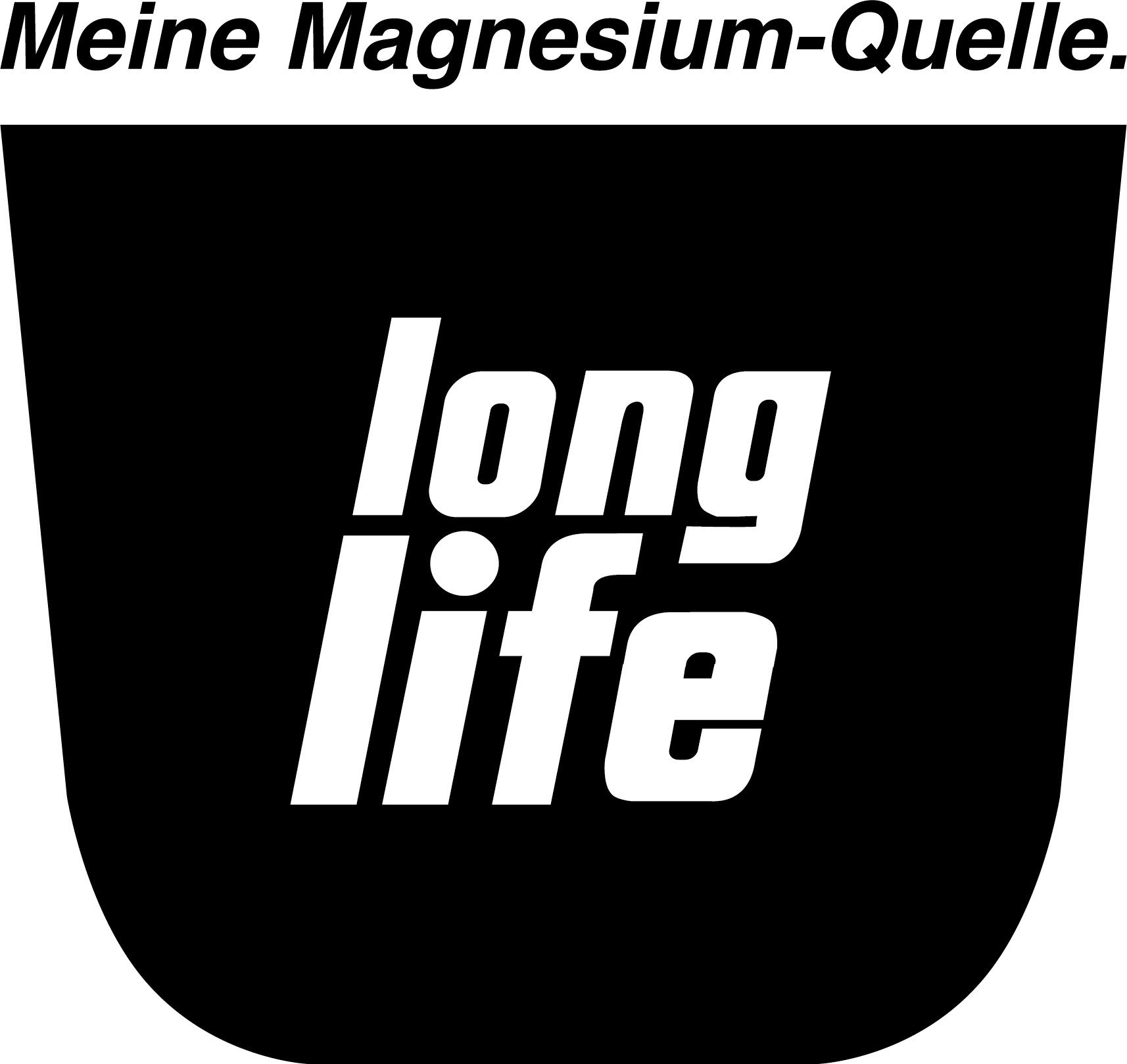
Long Life-Logo

Long Life ist der Name einer österreichischen Mineralwassermarke aus Bad Radkersburg in der Steiermark, die besonders für ihr magnesiumhaltiges Wasser bekannt ist.

## Geschichte
1926 stieß man auf der Suche nach Erdöl im steirischen Ort Radkersburg auf einen ergiebigen erdalkalischen Säuerling.                                                                                                                                                                                         1961 wurde diese Stadtquelle erstmals gefasst und seit 1970 wird das dort abgefüllte Mineralwasser unter dem Namen Long Life vermarktet, 1975 wurde die Quelle als Heilquelle anerkannt. Seit 1989 gehört die Marke zum oberösterreichischen Getränkeabfüller Starzinger Getränke, welcher auch die Mineralwassermarken Frankenmarkter und Juvina vertreibt, sowie die bekannte Limonade Schartner-Bombe.
Das Wasser weist einen hohen Calcium- und Magnesiumgehalt auf und wird in den Sorten still, mild und prickelnd angeboten.